# Glasgow (Kentucky)
Glasgow ist eine Stadt im Bundesstaat Kentucky in den Vereinigten Staaten und der Verwaltungssitz (County Seat) des Barren County. Das U.S. Census Bureau hat bei der Volkszählung 2020 eine Einwohnerzahl von 15.014 ermittelt.

## Geschichte
Die Stadt Glasgow wurde 1799 von der Kentucky General Assembly gegründet. Im selben Jahr wurde die Gemeinde aufgrund ihrer zentralen Lage, ihrer großen Quelle, der Spende von 50 Acres (20 Hektar) für öffentliche Gebäude durch den Einheimischen John Gorin und der Benennung nach der schottischen Heimatstadt des Vaters von William Logan, einem der beiden mit der Auswahl des County-Sitzes beauftragten Kommissare, als Sitz eines neuen Countys ausgewählt. Ein Postamt wurde 1803 eingerichtet, und 1809 erhielt die Siedlung das Stadtrecht.

## Demografie
Nach der Schätzung von 2019 leben in Glasgow 14.485 Menschen. Die Bevölkerung teilte sich 2017 auf in 82,9 % nicht-hispanische Weiße, 7,6 % Afroamerikaner, 0,5 % amerikanische Ureinwohner, 0,3 % Asiaten und 3,3 % mit zwei oder mehr Ethnizitäten. Hispanics oder Latinos aller Ethnien machten 5,3 % der Bevölkerung aus. Das mittlere Haushaltseinkommen lag bei 31.946 US-Dollar und die Armutsquote bei 29,0 %.

## Bildung
Die Western Kentucky University befand sich ursprünglich in Glasgow, als sie 1875 gegründet wurde, aber 10 Jahre später zog sie an ihren heutigen Standort in Bowling Green um und dient als Hauptcampus der WKU. Seit 1998 betreibt die WKU einen Regionalcampus in Glasgow.

## Kultur
In der Stadt werden nach schottischer Tradition jährlich die Highland Games ausgetragen.

## Söhne und Töchter der Stadt
- John Pendleton King (1799–1888), Politiker
- John C. Bagby (1819–1896), Politiker
- Walter Evans (1842–1923), Jurist und Politiker
- Arthur Krock (1886–1974), Journalist
- Clifford Hayes (1893–1955), Musiker
- Willa Brown (1906–1992), Pilotin
- Billy Vaughn (1919–1991), Musiker
- Russell E. Dougherty (1920–2007), General der United States Air Force
- Diane Sawyer (* 1945), Journalistin